# Oldenlandia peduncularis
Oldenlandia peduncularis là một loài thực vật có hoa trong họ Thiến thảo. Loài này được (King) F.N.Williams mô tả khoa học đầu tiên năm 1905.